# Mouvement végétal rapide
Un mouvement végétal rapide est une forme de mouvement végétal se produisant sur une courte période, généralement moins d'une seconde.

## Généralités
Les mouvements végétaux, ou tropismes, sont assez courants mais se produisent plus lentement que les mouvements végétaux rapides, qui sont de l'ordre de la seconde. Par exemple, la fleur de la dionée attrape-mouche ouvre ses pétales et disperse son pollen en moins de 0,5 ms. Le record est actuellement détenu par le mûrier blanc, dont le redressement des étamines se fait en moins de 25 µs, propulsant les grains de pollen à plus de la moitié de la vitesse du son, près des limites physiques théoriques pour les mouvements végétaux.
En 1880, Charles Darwin publie son dernier travail avant sa mort : The Power of Movement in Plants (« Le Pouvoir des mouvements dans les plantes »).

## Exemples

### Plantes carnivores
- Aldrovanda vesiculosa

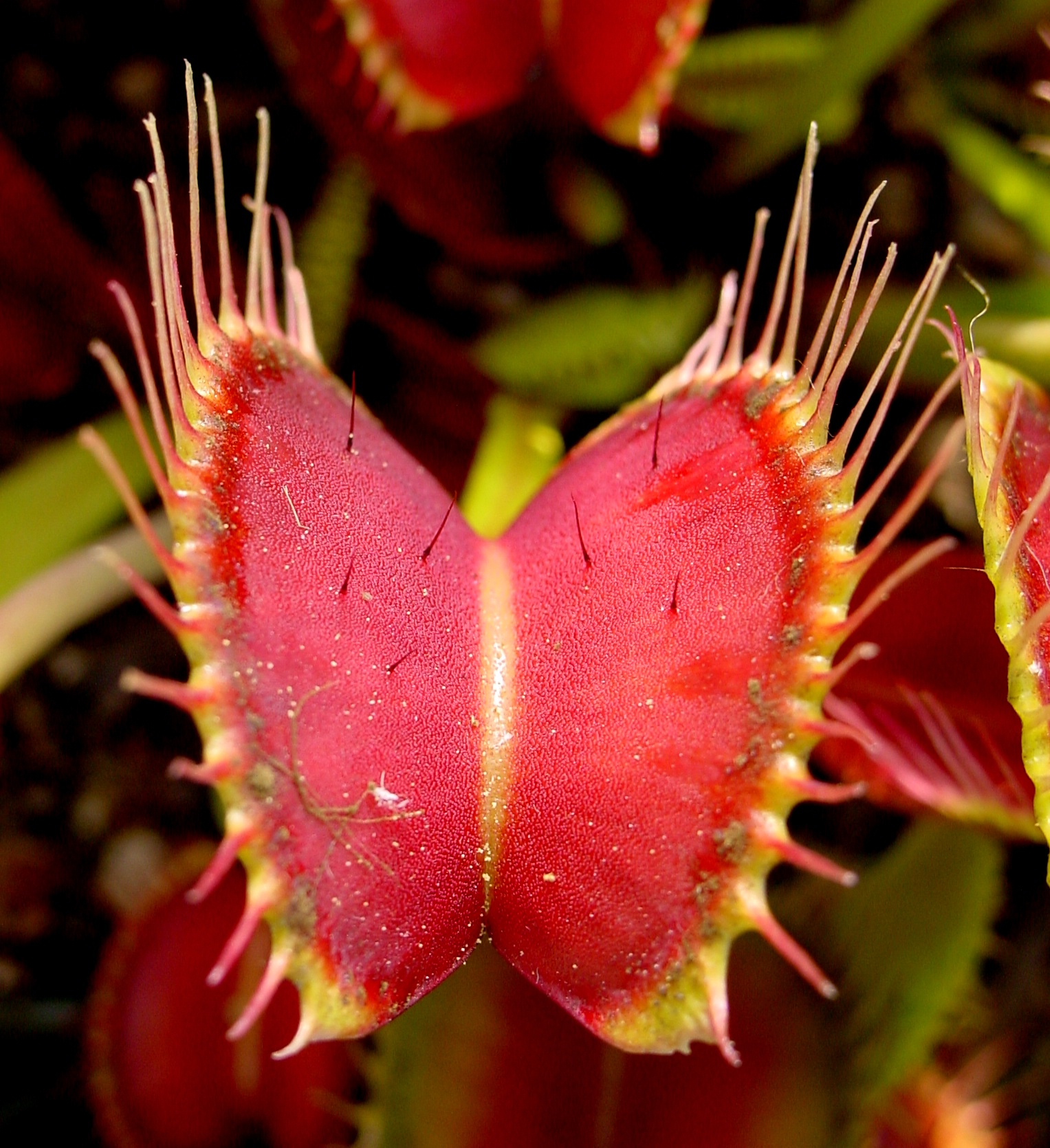
La dionée attrape-mouche, plante capable de mouvements rapides.

- Dionée attrape-mouche (Dionaea muscipula)
- Utriculaire (Utricularia)
- Certaines variétés de Droséra (Drosera)

### Autres mouvements rapides de feuilles

Feuilles de sensitive se fermant après contact.

- Chamaecrista fasciculata
- Chamaecrista nictitans
- Codariocalyx motorius
- Mimosa nuttallii
- Sensitive (Mimosa pudica)
- Neptunia lutea
- Schrankia roemeriana

### Mouvements rapides des étamines
- Mahonia
- Epine-vinette
- Ruta graveolens

### Dispersion rapide de graines ou de pollen
Il s'agit notamment d'un phénomène caractéristique de l'autochorie.
- Arceuthobium
- Cardamine hérissée (Cardamine hirsuta)
- Quatre-temps (Cornus canadensis)
- Concombre d'âne (Ecballium agreste)
- Hamamélis (Hamamelis)
- Hura crepitans
- Impatiente (Impatiens)
- Marantaceae[3]
- Mûrier blanc (Morus alba)[2]
- Orchidées (tout le genre Catasetum)
- Stylidium
- Certains Fabaceae possède des fèves qui se tordent en séchant et se rompent soudainement, dispersant les graines à plusieurs mètres[4],[5]